# Leval (Territoire de Belfort)
Pour les articles homonymes, voir Leval.
Leval est une commune française située dans le département du Territoire de Belfort, la région culturelle et historique de Franche-Comté et la région administrative Bourgogne-Franche-Comté. 
Elle est rattachée au canton de Giromagny. Ses habitants sont appelés les Levallois.

## Géographie
Essentiellement agricole, elle est située sur La Saint-Nicolas, petite rivière prenant sa source au fond de la vallée dite de Saint-Nicolas, sur le territoire de Rougemont-le-Château. Le village s'est construit le long de la route reliant Lachapelle-sous-Rougemont à Rougemont-le-Château. La partie de son territoire situé à l'est du village, au sol imperméable, est couverte d'étangs ; le lac de la Seigneurie en fait partie.

### Climat
Pour des articles plus généraux, voir Climat de la Bourgogne-Franche-Comté et Climat du Territoire de Belfort.
En 2010, le climat de la commune est de type climat des marges montargnardes, selon une étude du Centre national de la recherche scientifique s'appuyant sur une série de données couvrant la période 1971-2000. En 2020, Météo-France publie une typologie des climats de la France métropolitaine dans laquelle la commune est exposée à un climat semi-continental et est dans la région climatique  Vosges, caractérisée par une pluviométrie très élevée (1 500 à 2 000 mm/an) en toutes saisons et un hiver rude (moins de 1 °C). 
Pour la période 1971-2000, la température annuelle moyenne est de 9,6 °C, avec une amplitude thermique annuelle de 17,2 °C. Le cumul annuel moyen de précipitations est de 1 202 mm, avec 11,3 jours de précipitations en janvier et 10,4 jours en juillet. Pour la période 1991-2020, la température moyenne annuelle observée sur la station météorologique de Météo-France la plus proche, « Felon_sapc », sur la commune de Felon à 2 km à vol d'oiseau, est de 10,3 °C et le cumul annuel moyen de précipitations est de 1 056,1 mm. 
La température maximale relevée sur cette station est de 38 °C, atteinte le 7 août 2015 ; la température minimale est de −19,3 °C, atteinte le 20 décembre 2009,,. 
Les paramètres climatiques de la commune ont été estimés pour le milieu du siècle (2041-2070) selon différents scénarios d'émission de gaz à effet de serre à partir des nouvelles projections climatiques de référence DRIAS-2020. Ils sont consultables sur un site dédié publié par Météo-France en novembre 2022.

## Urbanisme

### Typologie
Au 1er janvier 2024, Leval est catégorisée commune rurale à habitat dispersé, selon la nouvelle grille communale de densité à sept niveaux définie par l'Insee en 2022.
Elle appartient à l'unité urbaine de Rougemont-le-Château, une agglomération intra-départementale regroupant quatre  communes, dont elle est une commune de la banlieue,,. La commune est en outre hors attraction des villes,.

### Occupation des sols
L'occupation des sols de la commune, telle qu'elle ressort de la base de données européenne d’occupation biophysique des sols Corine Land Cover (CLC), est marquée par l'importance des territoires agricoles (51,7 % en 2018), en diminution par rapport à 1990 (54,6 %). La répartition détaillée en 2018 est la suivante : forêts (31,3 %), zones agricoles hétérogènes (29,8 %), prairies (13,1 %), terres arables (8,8 %), eaux continentales (8,7 %), espaces verts artificialisés, non agricoles (5,6 %), zones urbanisées (2,7 %). L'évolution de l'occupation des sols de la commune et de ses infrastructures peut être observée sur les différentes représentations cartographiques du territoire : la carte de Cassini (XVIIIe siècle), la carte d'état-major (1820-1866) et les cartes ou photos aériennes de l'IGN pour la période actuelle (1950 à aujourd'hui).

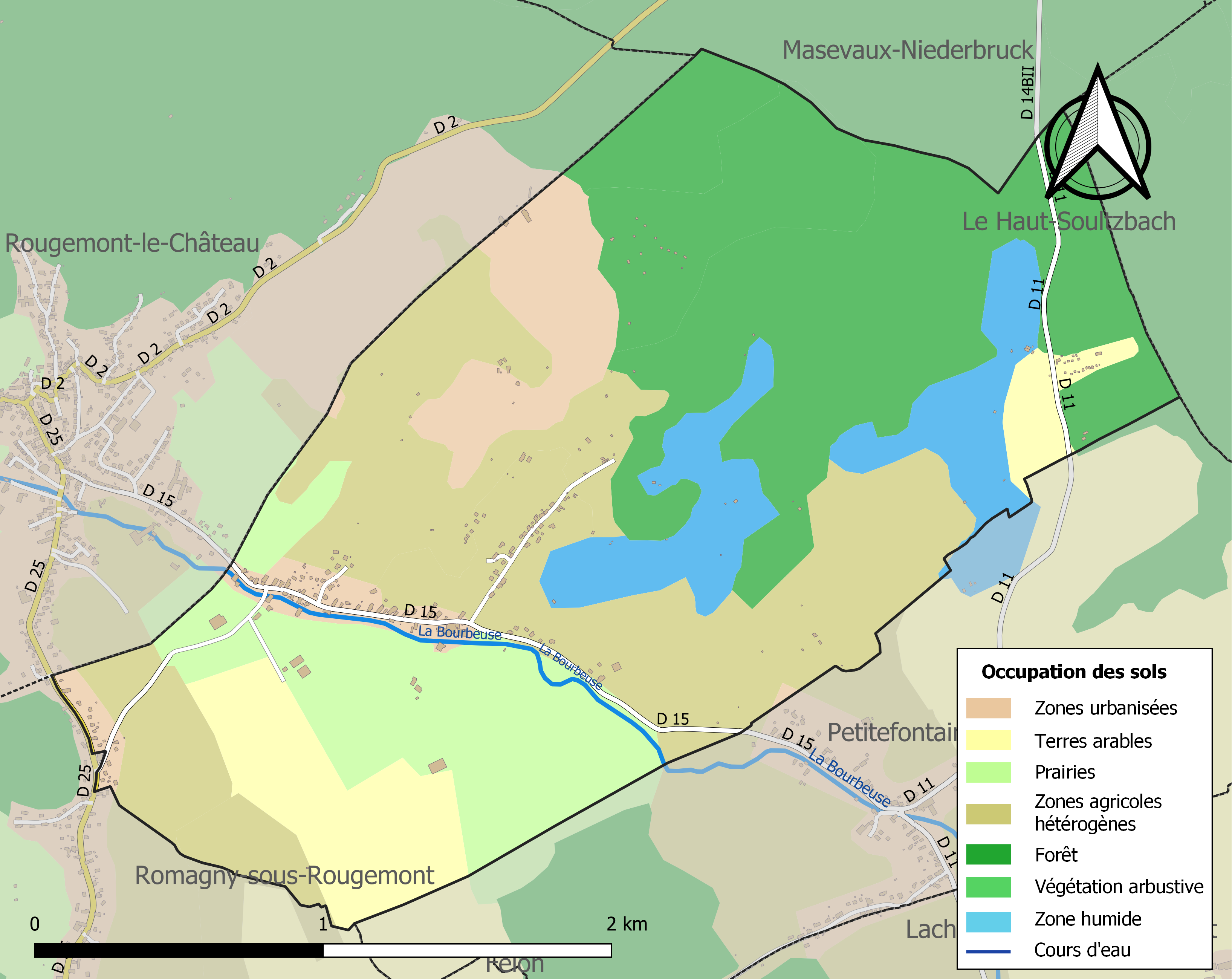
Carte des infrastructures et de l'occupation des sols de la commune en 2018 (CLC).

## Toponymie
- Jm Thal/jm Thal zu Brunn/im Rothenburger thal (1628)[14], Leval sous Rougemont (1793).

## Histoire
Après la défaite de 1871, Leval fit partie des quatre communes qui furent détachées du canton de Masevaux, resté alsacien, pour constituer le canton de Rougemont. La population a peu évolué dans le temps : 268 habitants en 1803, 321 en 1881 et 196 au recensement de 1999.

Les paroissiens de Leval dépendaient totalement d'Angeot jusqu'à l'institution de la paroisse de Rougemont-le-Château, puis se sont partagés entre Angeot et Rougemont jusqu'en 1772, date à laquelle le village est rattaché à la paroisse de Rougemont.

## Héraldique
| Blason de Leval | Blason  | D'azur à la barque d'or (soutenue de l'inscription « LEVAL » du même). |
| Blason de Leval | Détails | Le statut officiel du blason reste à déterminer.                       |

## Politique et administration

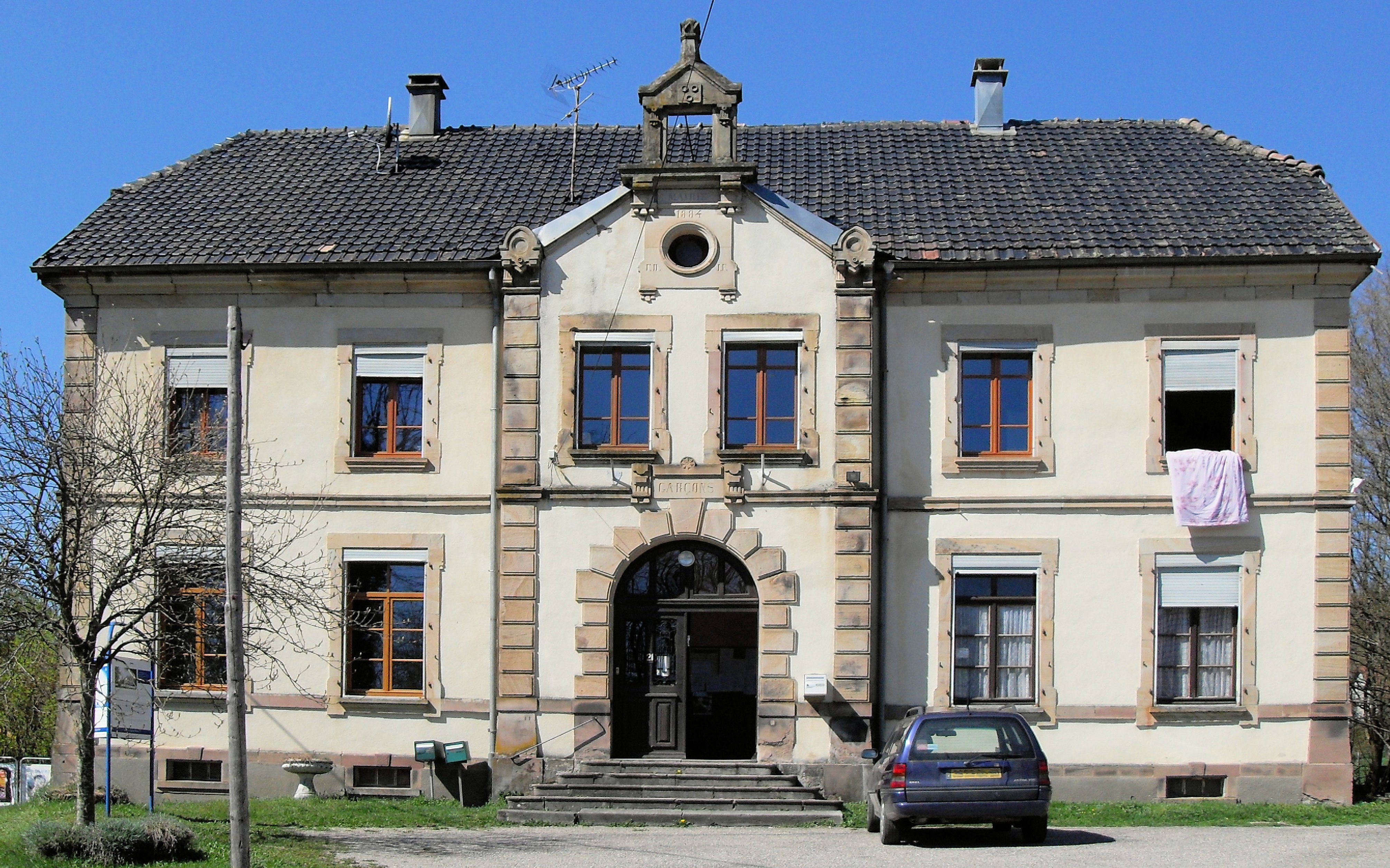
La mairie.

| Période                                  | Période   | Identité     | Étiquette | Qualité |
| ---------------------------------------- | --------- | ------------ | --------- | ------- |
| Les données manquantes sont à compléter. |           |              |           |         |
| mars 2001                                | mars 2008 | André Bègue  |           |         |
| mars 2008                                | En cours  | Marc Jacquey |           |         |

## Population et société

### Démographie
Au dernier recensement de 2013 , la commune compte 245 habitants.
L'évolution du nombre d'habitants est connue à travers les recensements de la population effectués dans la commune depuis 1793. Pour les communes de moins de 10 000 habitants, une enquête de recensement portant sur toute la population est réalisée tous les cinq ans, les populations de référence des années intermédiaires étant quant à elles estimées par interpolation ou extrapolation. Pour la commune, le premier recensement exhaustif entrant dans le cadre du nouveau dispositif a été réalisé en 2007.

En 2022, la commune comptait 248 habitants, en évolution de +1,22 % par rapport à 2016 (Territoire de Belfort : −2,78 %, France hors Mayotte : +2,11 %).
| 1793 | 1800 | 1806 | 1821 | 1831 | 1836 | 1841 | 1846 | 1851 |
| ---- | ---- | ---- | ---- | ---- | ---- | ---- | ---- | ---- |
| 301  | 285  | 299  | 306  | 392  | 370  | 355  | 372  | 350  |

| 1856 | 1861 | 1866 | 1872 | 1876 | 1881 | 1886 | 1891 | 1896 |
| ---- | ---- | ---- | ---- | ---- | ---- | ---- | ---- | ---- |
| 317  | 311  | 305  | 333  | 321  | 301  | 300  | 311  | 311  |

| 1901 | 1906 | 1911 | 1921 | 1926 | 1931 | 1936 | 1946 | 1954 |
| ---- | ---- | ---- | ---- | ---- | ---- | ---- | ---- | ---- |
| 265  | 263  | 262  | 217  | 213  | 176  | 190  | 175  | 190  |

| 1962 | 1968 | 1975 | 1982 | 1990 | 1999 | 2006 | 2007 | 2012 |
| ---- | ---- | ---- | ---- | ---- | ---- | ---- | ---- | ---- |
| 185  | 194  | 179  | 186  | 206  | 192  | 182  | 181  | 229  |

| 2017 | 2022 | - | - | - | - | - | - | - |
| ---- | ---- | - | - | - | - | - | - | - |
| 241  | 248  | - | - | - | - | - | - | - |

## Lieux et monuments

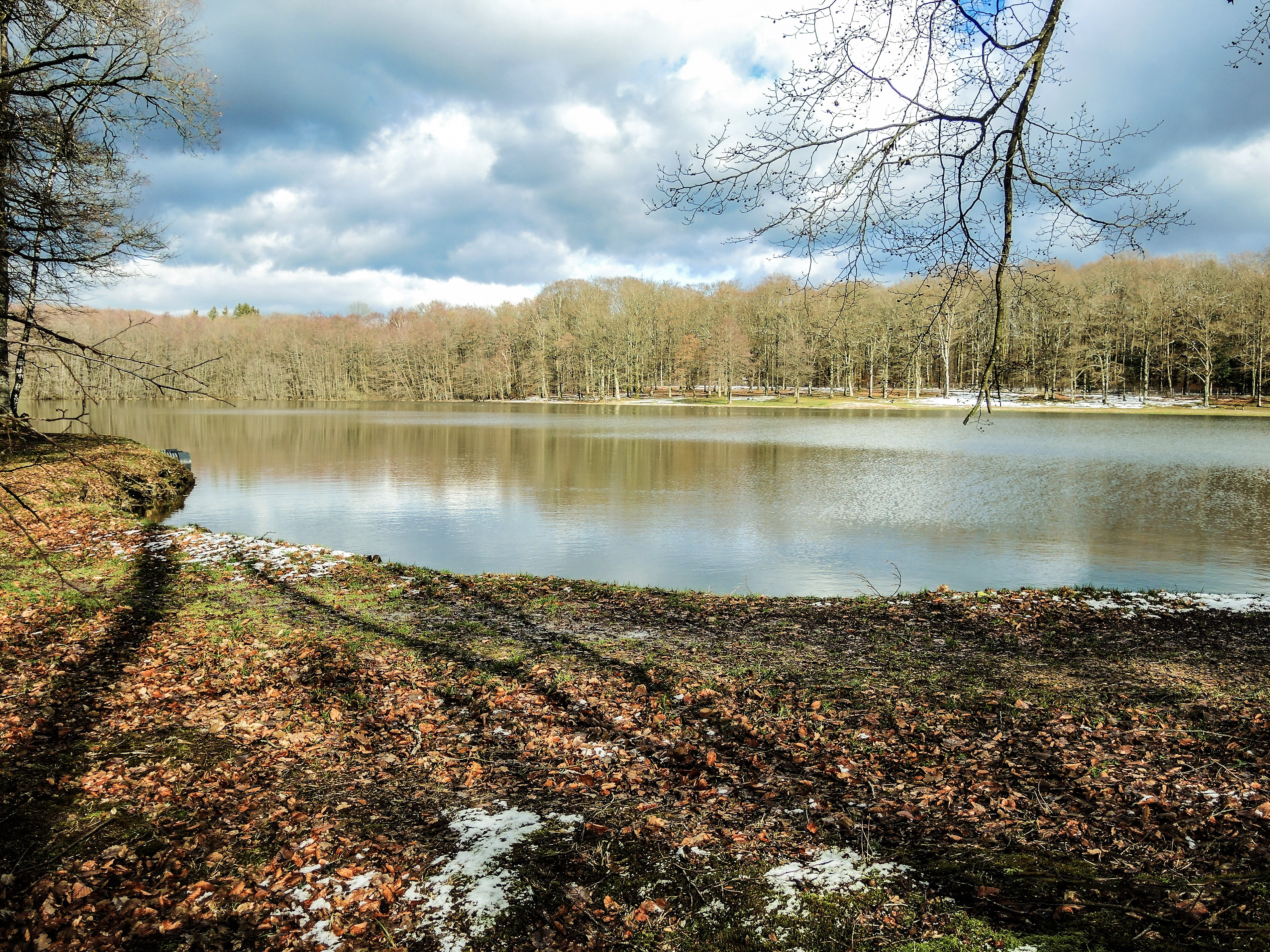
Lac de la Seigneurie.

## Pour approfondir